# Mårten Triewald

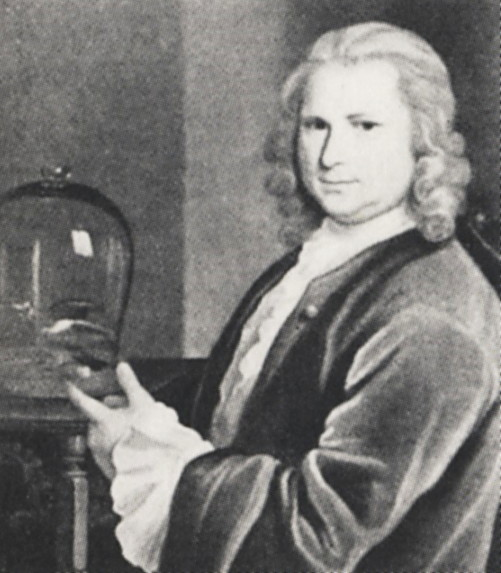
Mårten Triewald 1740

Mårten Triewald (* 18. November 1691 in Stockholm; † 8. August 1747 ebenda) war ein schwedischer Händler, Techniker und Mitbegründer der Königlich Schwedischen Akademie der Wissenschaften.

## Leben
Da sein Vater deutscher Abstammung war, besuchte Triewald zunächst die Deutsche Schule in Gamla stan. Nach dem Schulabschluss stieg in den Handel mit nicht näher bestimmten Waren ein, zog sich jedoch noch Misserfolgen wieder zurück. Auf einer anschließenden Reise nach England, die insgesamt zehn Jahre andauern sollte, wurde er zunächst bei einem Kaufmann Rodley eingestellt und noch 1716 zum Inspektor von dessen Steinkohlebergwerken in Newcastle ernannt. Dort eignete er sich Kenntnisse über Dampfmaschinen an, deren Kraft zur Wasserhaltung und Kohleförderung genutzt wurden. Bis zu seiner Heimkehr nach Schweden 1726 hatte er die Maschinen in den englischen Kohlegruben immer wieder verbessert. Auch in Schweden setzte er seine Kenntnisse ein. In den Eisenerzgruben von Dannemora ließ er Schwedens erste Dampfmaschine bauen, die der Wasserhaltung diente.

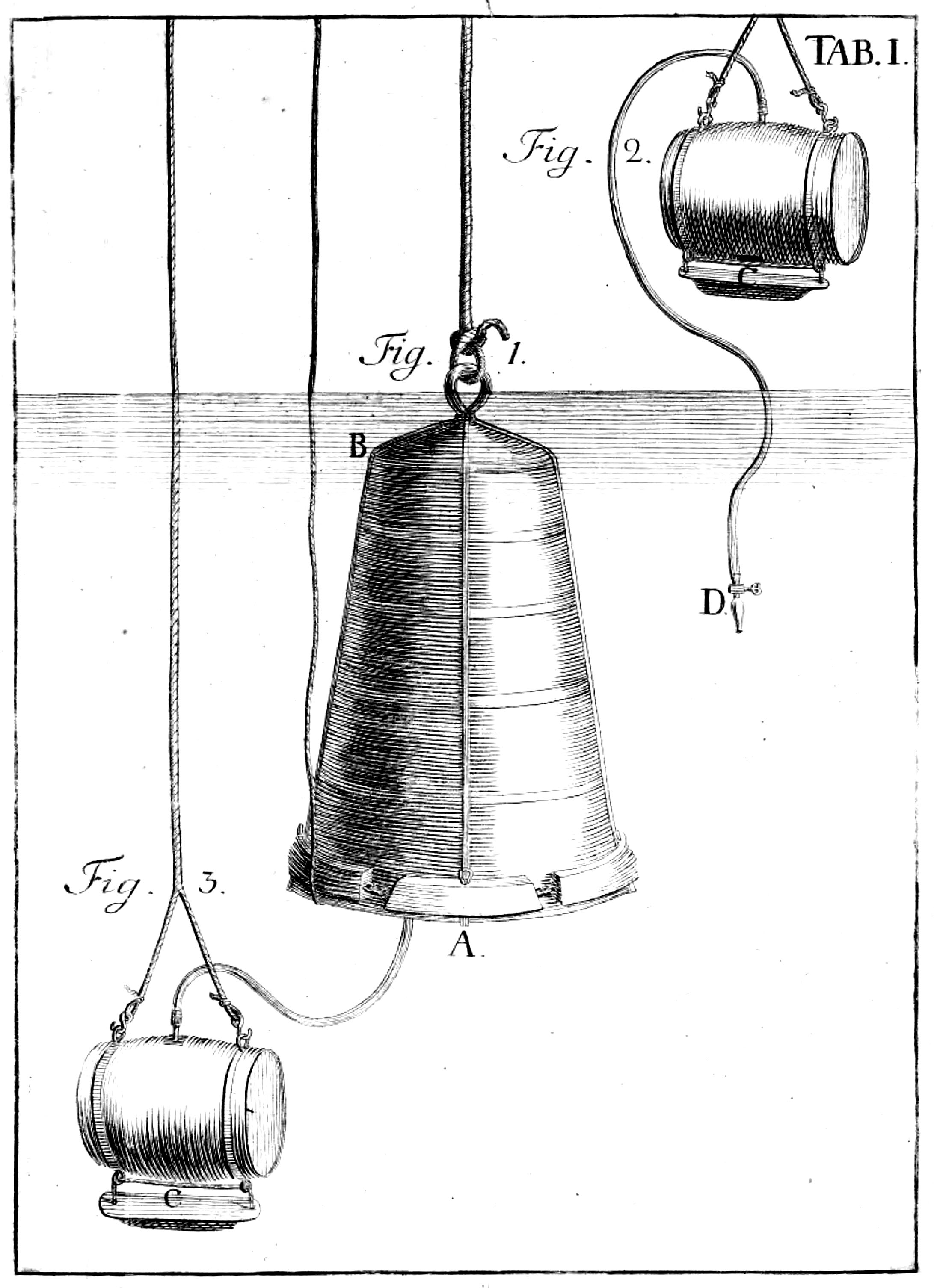
Triewalds erste Taucherglocke

In den Jahren 1728 und 1729 hielt er Vorlesungen in Physik und Mechanik im Riddarhuset, die auch einige Ratsherren und Reichsräte hörten.

Bereits 1729 wurde er zum Mitglied der Königlichen Gesellschaft der Wissenschaften in Uppsala ernannt und erlangte wenig später auch Zugang zur Royal Society in London. 1739 stiftete er zusammen mit Carl von Linné, Jonas Alströmer, Anders Johan von Höpken, Sten Carl Bielke und Carl Wilhelm Cederhielm die „Königlich Schwedische Akademie der Wissenschaften“.
Im Jahr 1729 gründete er eine Taucherfirma. 1734 verfasste er die Abhandlung „Die Kunst unter Wasser zu leben“ (Konsten At Lefwa under Watn), worin er das Tauchen mit offenen Taucherglocken beschrieb, 1741 fortgesetzt als „Die Planung der Kunst unter Wasser zu leben“ (Plägning Til Konsten At Lefwa under Watn). 

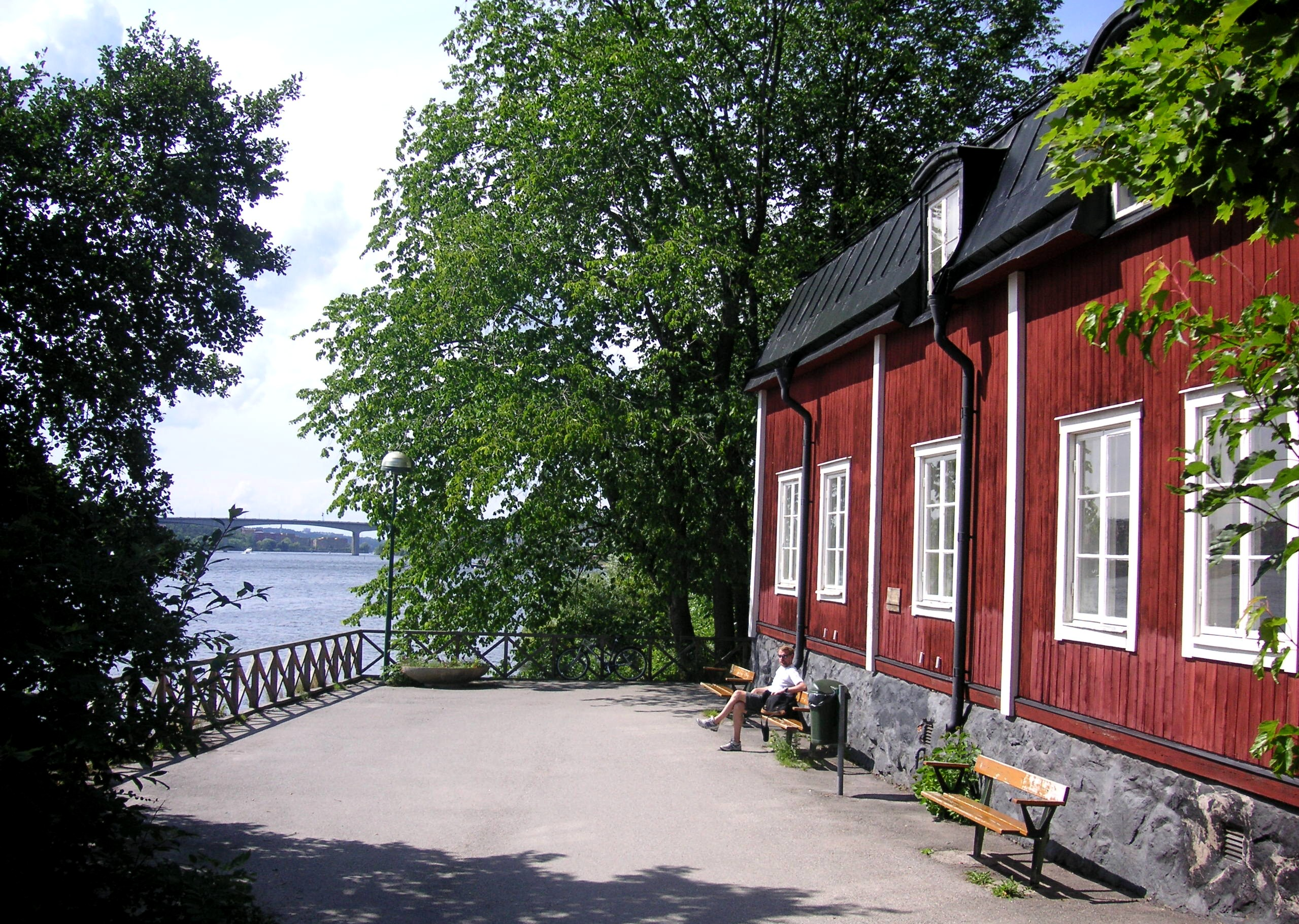
Triewalds Hof in Stockholm

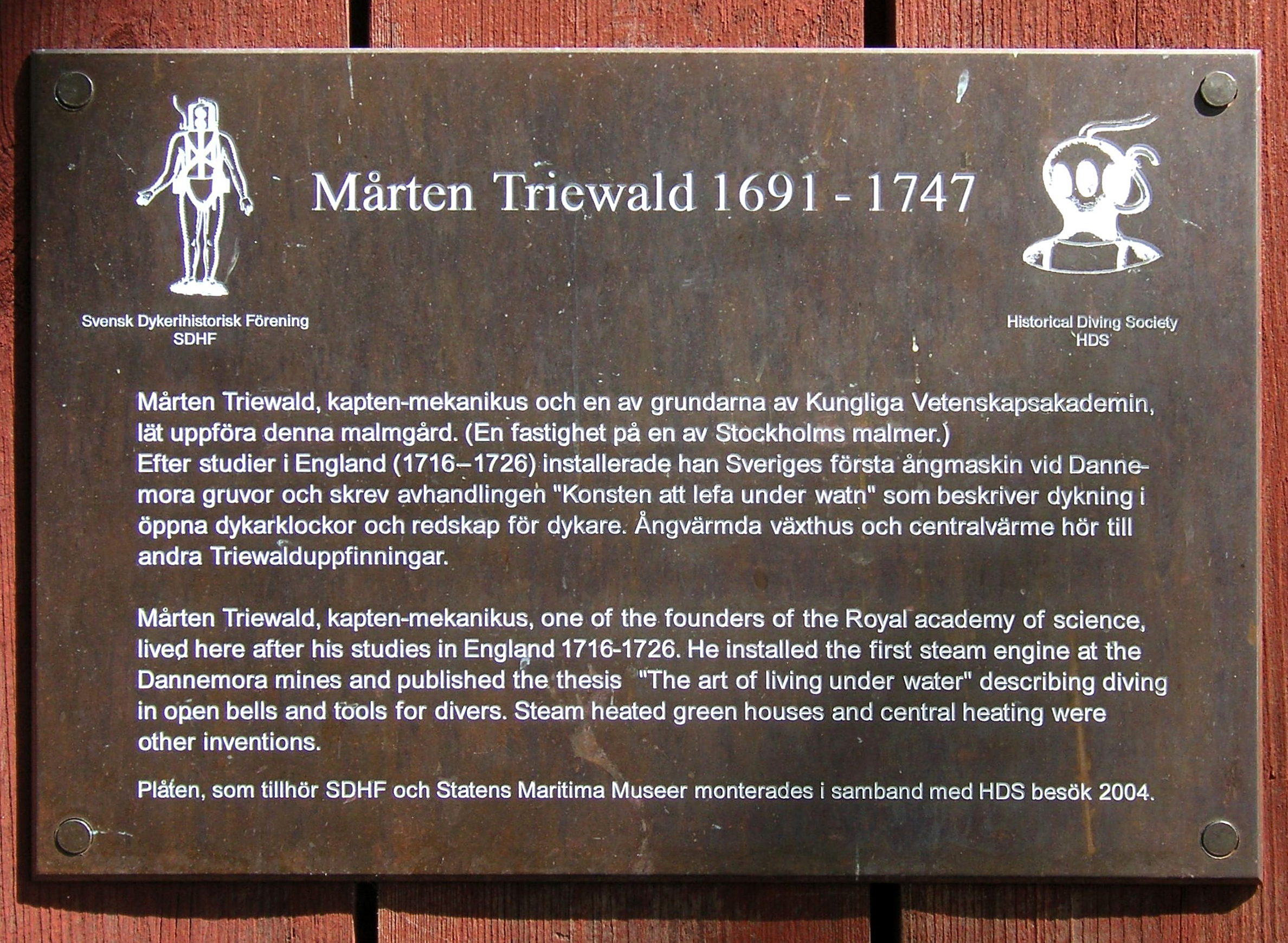
Triewalds Hof, Informationsschild

Der Hof, den er sich in Stockholm am Mälaren hatte bauen lassen, existiert immer noch.

## Werke
- Queries concerning the cause of the cohesion of the parts of matter. In Philosophical Transactions, 1729.
- Konsten At Lefwa under Watn. Benj. Gottl. Schneider, Stockholm 1734 (eingeschränkte Vorschau in der Google-Buchsuche).
- Konsten At Lefwa under Watn. Peter Jör. Nyström, Stockholm 1741 (Neuauflage; Scan in Commons).
- Plägning Til Konsten At Lefwa under Watn. Peter Jör. Nyström, Stockholm 1741 (Scan in Commons).
- Föreläsningar öfver naturkunnigheten, zwei Bände, 1735–36.
- Beskrifning om en eld- och luftmaskin vid Dannemora grufvor, 1746.